# La Vall de Bianya
La Vall de Bianya ist eine Gemeinde von 1.350 Einwohnern (Stand: 2024), nach Angaben des INE in der Garrotxa in der katalanischen Provinz Girona in Spanien. Das Gebiet der Gemeinde erstreckt sich seit der Eingemeindung des Ortes Sant Salvador de Bianya im Jahr 1969 über das gesamte Tal von Bianya und im Norden anschließend über das Gebiet von Vall de Bac. Die Gemeinde ist insbesondere wegen der zahlreichen kleinen romanischen Kirchen und Kapellen wie Sant Andreu de Socarrats, Santa Margarida de Bianya, Sant Pere Despuig, Sant Martí de Solamal oder Sant Martí del Clot in ihren Teilorten und Weilern bekannt, die früher Klöstern der Umgebung zugeordnet waren.
Durch das Tal von Bianya fließen die beiden Bäche Sant Ponç d'Aulina und Santa Llúcia de Puigmal, die an ihrem Zusammenfluss den Riera de Bianya, den kleinen Fluss Bianya, bilden. Das Tal und der Ort sind abgegrenzt durch Gebirgsketten. Im Süden beispielsweise durch das Massiv Sant Miquel del Mont, im Nordosten durch die Gebirgskette Serra del Malforat, die Vall de Bianya vom Vall de Bac trennt und im Norden durch den Berg El puig Sou, der die Garrotxa gegen den Landkreis Ripollès abgrenzt.
Auf diesen Gebirgsketten finden sich Mischwälder aus Steineichen (Quercus ilex), Flaumeichen (Quercus pubescens) und Kiefern. Die Gemeinde hat ca. 7000 Hektar Weidefläche und 900 Hektar Getreide und Kartoffelanbaufläche. Wegen der Wasserarmut dieses Tales wird sehr wenig Gemüse angebaut. Dagegen gibt eine bedeutende Milch- und Fleischviehwirtschaft (Rinder- und Schweinezucht) im Tal von Bianya. In Richtung Olot und Sant Joan les Fonts gibt es Industriegebiete, in denen Textil-, Wurst und Chemieindustrie, sowie lokale Handwerksbetriebe angesiedelt sind.